# John Ashcroft
David John Ashcroft (ur. 9 maja 1942 w Chicago) – amerykański polityk, który był 79. prokuratorem generalnym Stanów Zjednoczonych. Służył w czasie pierwszej kadencji G.W. Busha w latach 2001-2005. Wcześniej był gubernatorem Missouri i amerykańskim senatorem z Missouri. Ashcroft należy do zielonoświątkowego kościoła Zborów Bożych.

## Gubernator
Ashcroft został wybrany na gubernatora w 1984 i ponownie w 1988 r., stając się pierwszym (i jak dotąd, jedynym) z Partii Republikańskiej, wybranym na dwie kadencje z rzędu.
Podczas swojej drugiej kadencji został przewodniczącym Narodowego Stowarzyszenia Gubernatorów
Jako gubernator Ashcroft wprowadził bardziej rygorystyczne standardy jak wymierzanie kary za zbrodnię z użyciem pistoletu, zwiększenie finansowania lokalnych organów ścigania, ostrzejsze normy i kary dla osób wprowadzających broń do szkół.
Podczas gdy Ashcroft pracował w biurze:
- Liczba pełnoetatowych funkcjonariuszy organów ścigania wzrosła o ok. 60%
- Kubatura więzień wzrosła o 72%
- Missouri w tym czasie było powyżej średniej w używaniu wszelkich metod przestępczych, co miało służyć wymierzaniu kar zgodnie z Gail Hughes
- wzrosła długość przebywania przestępców w więzieniach
- wzrosła liczba aresztowań nieletnich
- za jego kadencji uchwalono pierwsze ustawodawstwo „znienawidzonych przestępstw” tworząc kary za zastraszanie za etniczną różnorodność, zbrodnie wojenne popełnione na motywach opartych na rasie, kolorze skóry, religii lub pochodzeniu narodowościowym. Wprowadzono także kary za instytucjonalny wandalizm za uszkodzenia budynków i nieruchomości – poszkodowani mogli się upominać o odszkodowania jeżeli wandalizm był związany z etniczną różnorodnością.